# Savina Petrilli
Savina Petrilli (Siena, 29 agosto 1851 – Siena, 18 aprile 1923) è stata una religiosa italiana, fondatrice delle Sorelle dei Poveri di Santa Caterina da Siena: papa Giovanni Paolo II nel 1988 l'ha proclamata beata.

## Biografia
Nacque a Siena nel 1851, secondogenita di Celso e Matilde Venturini. Dopo aver fatto parte giovanissima della congregazione delle Figlie di Maria ed esserne stata presidente, il 15 agosto 1873 raccoglie l'invito rivoltole da papa Pio IX e, insieme ad altre cinque consorelle, emise i voti di povertà, castità e obbedienza alla presenza dell'Arcivescovo di Siena Enrico Bindi. La piccola comunità diede così inizio a Siena alla Congregazione delle Sorelle dei Poveri di Santa Caterina da Siena.
La prima casa ad essere eretta fuori Siena fu a Onano (VT) nel 1881; la prima missione all'estero fu a Belém (Brasile) nel 1903; le Costituzioni della Congregazione furono approvate definitivamente dalla Santa Sede il 17 giugno 1906.
Dopo la morte della fondatrice, avvenuta a Siena il 18 aprile 1923, la Congregazione, che attualmente ha 25 case in Italia, si diffuse in Brasile, Argentina, India, Stati Uniti, Filippine e Paraguay.
Le Sorelle dei Poveri di Santa Caterina da Siena sono impegnate nell'apostolato, nell'educazione dei giovani e nelle opere di carità, secondo il carisma voluto dalla Beata Savina stessa, volto a "far risplendere nel mondo l'immagine di Cristo Sacerdote e Vittima, adoratore del Padre".

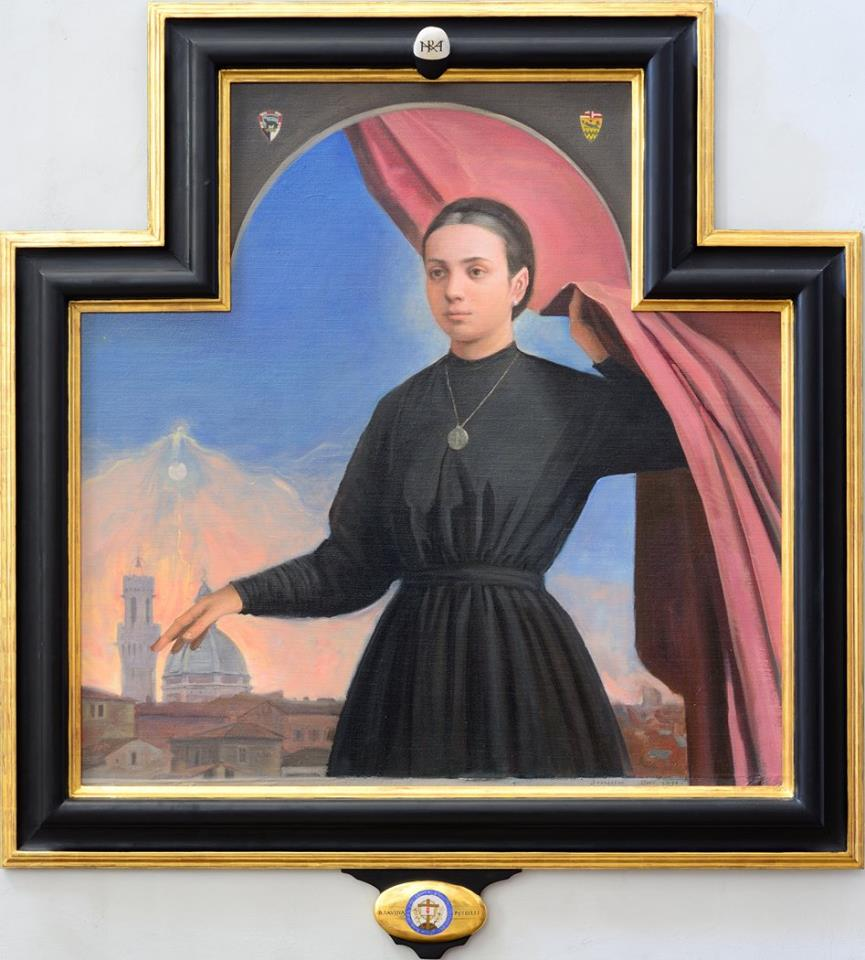
Beata Savina Petrilli, olio su tela di Francesco Mori, Insigne Collegiata di S. Maria in Provenzano, Siena 2015.

## Il culto
La causa di canonizzazione venne introdotta il 15 ottobre 1981: dichiarata venerabile il 16 novembre 1985, è stata proclamata beata da papa Giovanni Paolo II il 24 aprile 1988.
La memoria liturgica ricorre il 18 aprile.